# Villers-sur-le-Roule
Villers-sur-le-Roule település Franciaországban, Eure megyében. Lakosainak száma 841 fő (2022. január 1.). Villers-sur-le-Roule Le Val-d'Hazey, Les Trois Lacs, Bouafles és Courcelles-sur-Seine községekkel határos.

## Népesség
A település népessége az elmúlt években az alábbi módon változott:
| Lakosok száma | 208  | 470  | 540  | 660  | 804  | 829  | 853  | 863  | 865  | 841  |
|               | 1968 | 1982 | 1990 | 2006 | 2013 | 2015 | 2017 | 2019 | 2020 | 2022 |